# Heidi Paesen
Heidi Paesen (28 februari 1970) is een Belgische voormalige atlete, die gespecialiseerd was in het hoogspringen. Zij werd eenmaal Belgisch kampioene.

## Biografie
Heidi Paesen werd na verschillende podiumplaatsen in 1998 voor het eerst Belgisch kampioene in het hoogspringen. Later veroverde ze nog verschillende titels bij de masters in het hoogspringen en het hink-stap-springen.
Paesen was aangesloten bij Looi, AT84 Zwijndrecht, AV Toekomst, AC Break en AC Lyra.

## Belgische kampioenschappen
| Onderdeel    | Jaar |
| ------------ | ---- |
| hoogspringen | 1998 |

## Persoonlijk record
| Onderdeel    | Prestatie | Datum           | Plaats    |
| ------------ | --------- | --------------- | --------- |
| hoogspringen | 1,88 m    | 6 augustus 1988 | Kessel-Lo |

### hoogspringen
- 1990:  BK AC – 1,70 m
- 1990:  BK indoor AC – 1,77 m
- 1991:  BK AC – 1,78 m
- 1991:  BK indoor AC – 1,77 m
- 1992:  BK indoor AC – 1,82 m
- 1993:  BK indoor AC – 1,74 m
- 1993:  BK AC – 1,81 m
- 1994:  BK indoor AC – 1,71 m
- 1994:  BK AC – 1,76 m
- 1995:  BK indoor AC – 1,80 m
- 1995:  BK AC – 1,80 m
- 1998:  BK AC – 1,83 m